# Eutymiusz Suzdalski
Eutymiusz Suzdalski (ur. 1316 w Niżnym Nowogrodzie, zm. 1 kwietnia 1404 w Suzdalu) – święty mnich prawosławny.

## Życiorys
Urodził się w głęboko religijnej rodzinie. Jako młody człowiek miał sam czytać Pismo Święte i spędzać wiele czasu w cerkwi, na modlitwie. Postanowił zostać zakonnikiem i wstąpił do Pieczerskiego Monasteru Wniebowstąpienia Pańskiego w Niżnym Nowogrodzie, założonego przez późniejszego świętego prawosławnego Dionizego Suzdalskiego. On też przyjął śluby zakonne młodzieńca, nadając mu imię Eutymiusz i przyjmując go na swojego ucznia duchowego. W monasterze Eutymiusz wykonywał różne prace fizyczne, pracował w kuchni i w polu. Jednak to fakt, że większość pozostałego czasu spędzał na modlitwie, sprawił, że zyskał opinię świętego jeszcze za życia.
W 1352 kniaź suzdalski Borys Konstantynowicz poprosił Dionizego o wyznaczenie mnicha, który mógłby założyć nowy monaster w pobliżu Suzdala. Dionizy wybrał Eutymiusza, który udał się na wskazane miejsce i założył tam pustelnię z cerkwią św. Bazylego Wielkiego. W 1764 powstała przy niej wspólnota monastyczna uzyskała rangę klasztoru. Mnich Eutymiusz złożył ślub, że nigdy nie opuści nowego miejsca. Zyskał wówczas godność archimandryty.
Eutymiusz pełnił zadania przełożonego do swojej śmierci, łącznie przez 52 kierując szybko rozrastającą się wspólnotą. Za jego życia zgromadziła ona ponad 300 mnichów. W związku z tym konieczna była rozbudowa obiektów klasztoru: zakonnicy pod kierownictwem archimandryty wznieśli cerkiew św. Jana Klimaka. Dodatkowo przy klasztorze powstał szpital i przytułek dla chorych. W 1364 Eutymiusz założył ponadto żeński monaster Opieki Matki Bożej. Mimo wielkiego szacunku, jakim się cieszył, do końca życia utrzymywał surową ascezę.
Zmarł w 1404. W 1507 mnisi odkryli jego grób i według tradycji odkryli w nim cudownie zachowane ciało archimandryty. Został kanonizowany w 1549. Od 1657 jego ciało spoczywa w głównej cerkwi założonego przezeń monasteru, która nosi również jego wezwanie.